# Het Rijk van Nijmegen
Golfvereniging Het Rijk van Nijmegen is een golfclub aan de Postweg 17 in Groesbeek. De club beschikt over een 18 holesbaan en drie lussen van 9 holes. De vereniging is vernoemd naar de landstreek Rijk van Nijmegen. 
Het laagste punt van de baan ligt op 40 meter boven NAP, het hoogste punt op 93 meter boven NAP. 

## Geschiedenis
De club begon in 1982 met de aanleg van twee 9 holesbanen, in 1984 waren de banen bespeelbaar. Later werden die tot één 18 holesbaan samengevoegd en werd de Groesbeeksebaan met 18-holes aan de andere kant van het clubhuis aangelegd. In 2007 werden door Alan Rijks nog 9 holes aangelegd aan de noordkant van het complex. In 2010 werd de baan door Robert-Jan Derksen officieel geopend. 
In 1994 werd het SENS Ladies Dutch Open van de Ladies European Tour op de Groesbeekse baan gespeeld. Winnares was de Nederlandse Liz Weima (214 slagen). De andere Nederlandse deelneemster, Marjan de Boer, eindigde als 20ste. Gelijktijdig werd op de oudere Nijmeegse baan het Dutch Challenge Open gespeeld. Als amateur deed onder andere Robert-Jan Derksen mee. Winnaar was de Fransman Jean François Remesy.
Tijdens de Nationale Prof Kampioenschappen in 1989 sloeg Brian Gee op hole 16 een ijzer-8 en won een Opel Corsa met zijn hole-in-one. Hij was de head-pro van 1986-2007. Ruud Bos verbrak het oude baanrecord van Philips Horn (69) tijdens diezelfde profkampioenschappen met een score van 68.

## Trivia
- Het Rijk Golfbanen is hoofdsponsor van golfprofessional Robert-Jan Derksen.
- Onder 'Het Rijk Golfbanen' vallen ook de banen van Nunspeet, 't Sybrook en Margraten